# You Look Good
You Look Good é o título de uma canção gravada pela banda norte-americana de música country Lady Antebellum. Foi lançado em janeiro de 2017 como o primeiro single de Heart Break, o sétimo álbum de estúdio do grupo a ser lançado. A canção foi escrita por Hillary Lindsey, Ryan Hurd e busbee.

## Antecedentes
You Look Good marca o retorno do Lady Antebellum após uma pausa anunciada em 2015, na qual Charles Kelley e Hillary Scott investiram em suas carreiras solos e Dave Haywood em seu trabalho como produtor. O single conta com uma batida uptempo ao estilo funky, algo inédito no histórico da banda.

## Recepção da crítica
Billy Dukes, do Taste of Country, disse que a canção não é muito diferente do que o grupo vinha fazendo antes da pausa, mas dessa vez parece que o trio está se divertindo mais. Ele destacou ainda o caráter "flutuante" da banda, que não se prende a gêneros, e elogiou a química entre os vocalistas Charles Kelley e Hillary Scott.

## Videoclipe
No dia 19 de janeiro de 2017, junto ao lançamento do single, foi ao ar também o lyric video da canção, reunindo fotos da banda em momentos da produção do novo álbum Heart Break.